# 如意 (名古屋市)
如意（にょい）は、愛知県名古屋市北区の地名。現行行政地名は如意一丁目から如意五丁目および楠町大字如意（楠町如意）。住居表示未実施。

## 地理
如意一丁目から如意五丁目については名古屋市北区の北部に位置し、南に池花町と若鶴町、北に北久手町と苗田町、東に桐畑町と六が池町、西に如来町と接する。また、楠町大字如意については同じく名古屋市北区北部に点在して残存する。主に名古屋飛行場の一部および河川の部分（新地蔵川）にあたる。

### 字一覧
『名古屋市楠町誌』による（また、太字は『名古屋市道路認定図』による現存字を示す）
神明山・道観山・桐畑・古菴・摺鉢池・御花街道・六ヶ池・神戸・池ス山・北久手・平山・大屋敷・大山・七間屋敷・冨士塚・井原地・堀田・池の堤・上の池・山屋敷・池端・花の木・元屋敷・井守・西浦・如来・神田・高坪・丸知・池田・洗ぞく・若鶴・桟敷・坊地・生棚・菱池・五反田・仲田・鳥見塚・長丁・玄馬・尻広・長の島・火の爪・新堀・山の尻・瑞応寺・若宮・北浦・三軒家・井堀・池下

## 歴史

### 地名の由来
地内の大井神社に如意輪観音が祀られていたことによるとも、長母寺の僧により仏語を名付けられたともいう。

### 沿革

#### 如意村大字如意
- 1889年（明治22年）10月1日 - 西春日井郡如意村が合併に伴い、同郡如意村大字如意となる[3]。

#### 楠村大字如意
- 1906年（明治39年）7月16日 - 合併に伴い、楠村大字如意となる[3]。

#### 楠町大字如意
- 1955年（昭和30年）10月1日 - 合併に伴い、名古屋市北区楠町大字如意となる[3]。
- 1978年（昭和53年）
  - 8月27日 - 一部が楠町大字味鋺・池花町[注釈 1]・若鶴町[注釈 2]・五反田町[注釈 3]・落合町[注釈 4]・玄馬町[注釈 5]・大我麻町[注釈 6]・丸新町[注釈 7]・苗田町[注釈 8]・三軒町・桐畑町・六が池町・北久手町・如来町にそれぞれ編入される[10]。また、北区楠町大字如意の一部により、同区如意一丁目から如意五丁目が成立する[3]。
  - 10月29日 - 一部が西味鋺二丁目に編入される[3]。

#### 如意一丁目から如意五丁目
- 1978年（昭和53年）8月27日 - 北区楠町大字如意の一部により、同区如意一丁目から如意五丁目が成立する[3]。

## 世帯数と人口
2019年（平成31年）1月1日現在の世帯数と人口は以下の通りである。
| 丁目       | 世帯数    | 人口    |
| ---------- | --------- | ------- |
| 如意一丁目 | 361世帯   | 767人   |
| 如意二丁目 | 246世帯   | 512人   |
| 如意三丁目 | 288世帯   | 626人   |
| 如意四丁目 | 229世帯   | 556人   |
| 如意五丁目 | 374世帯   | 909人   |
| 計         | 1,498世帯 | 3,370人 |

### 人口の変遷
国勢調査による人口の推移
| 1995年（平成7年）  | 2,995人 | [ WEB 6 ]  |  |
| 2000年（平成12年） | 3,074人 | [ WEB 7 ]  |  |
| 2005年（平成17年） | 3,118人 | [ WEB 8 ]  |  |
| 2010年（平成22年） | 3,096人 | [ WEB 9 ]  |  |
| 2015年（平成27年） | 3,101人 | [ WEB 10 ] |  |
| 2020年（令和2年）  | 3,265人 | [ WEB 11 ] |  |

## 学区
市立小・中学校に通う場合、学校等は以下の通りとなる。また、公立高等学校に通う場合の学区は以下の通りとなる。なお、小学校は学校選択制度を導入しておらず、番毎で各学校に指定されている。
| 丁目       | 小学校                                  | 中学校             | 高等学校 |
| ---------- | --------------------------------------- | ------------------ | -------- |
| 如意一丁目 | 名古屋市立楠小学校                      | 名古屋市立楠中学校 | 尾張学区 |
| 如意二丁目 | 名古屋市立楠小学校                      | 名古屋市立楠中学校 | 尾張学区 |
| 如意三丁目 | 名古屋市立如意小学校                    | 名古屋市立楠中学校 | 尾張学区 |
| 如意四丁目 | 名古屋市立如意小学校                    | 名古屋市立楠中学校 | 尾張学区 |
| 如意五丁目 | 名古屋市立楠小学校 名古屋市立如意小学校 | 名古屋市立楠中学校 | 尾張学区 |

## 交通
- 愛知県道59号名古屋中環状線
- 愛知県道161号名古屋豊山稲沢線

## 施設

### 如意一丁目
- 北警察署如意交番
- 生鮮館やまひこ如意店

### 如意二丁目
- 大井神社
- 瑞応寺
- 北浦公園

1975年（昭和50年）12月18日供用開始。

### 如意三丁目
- 名古屋市立如意小学校
- 平山公園

1981年（昭和56年）4月1日供用開始。

### 如意四丁目
- 大山公園

1975年（昭和50年）12月18日供用開始。

### 如意五丁目
- 名古屋如意郵便局
- 岳桂院

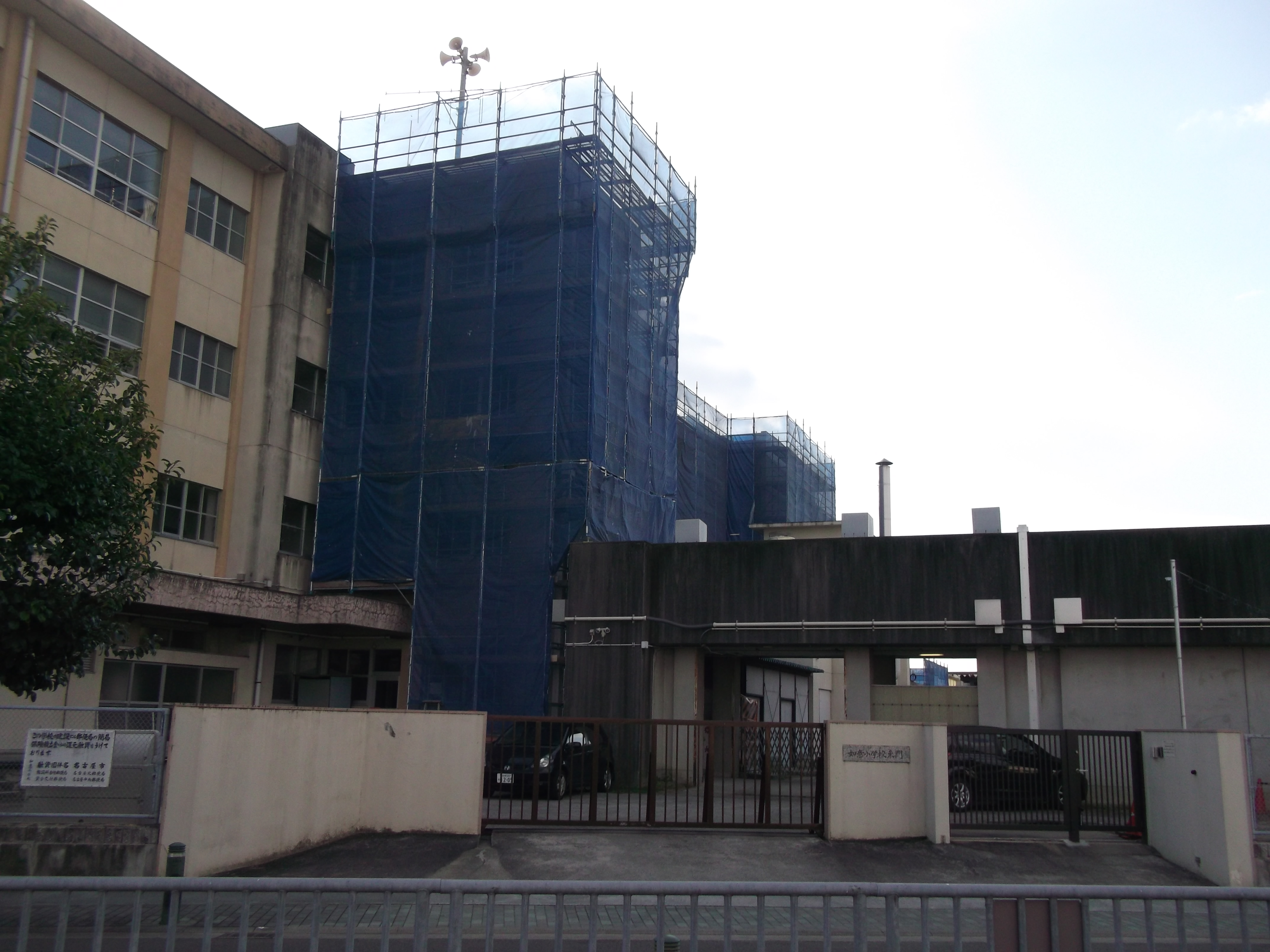
名古屋市立如意小学校（2013年11月）
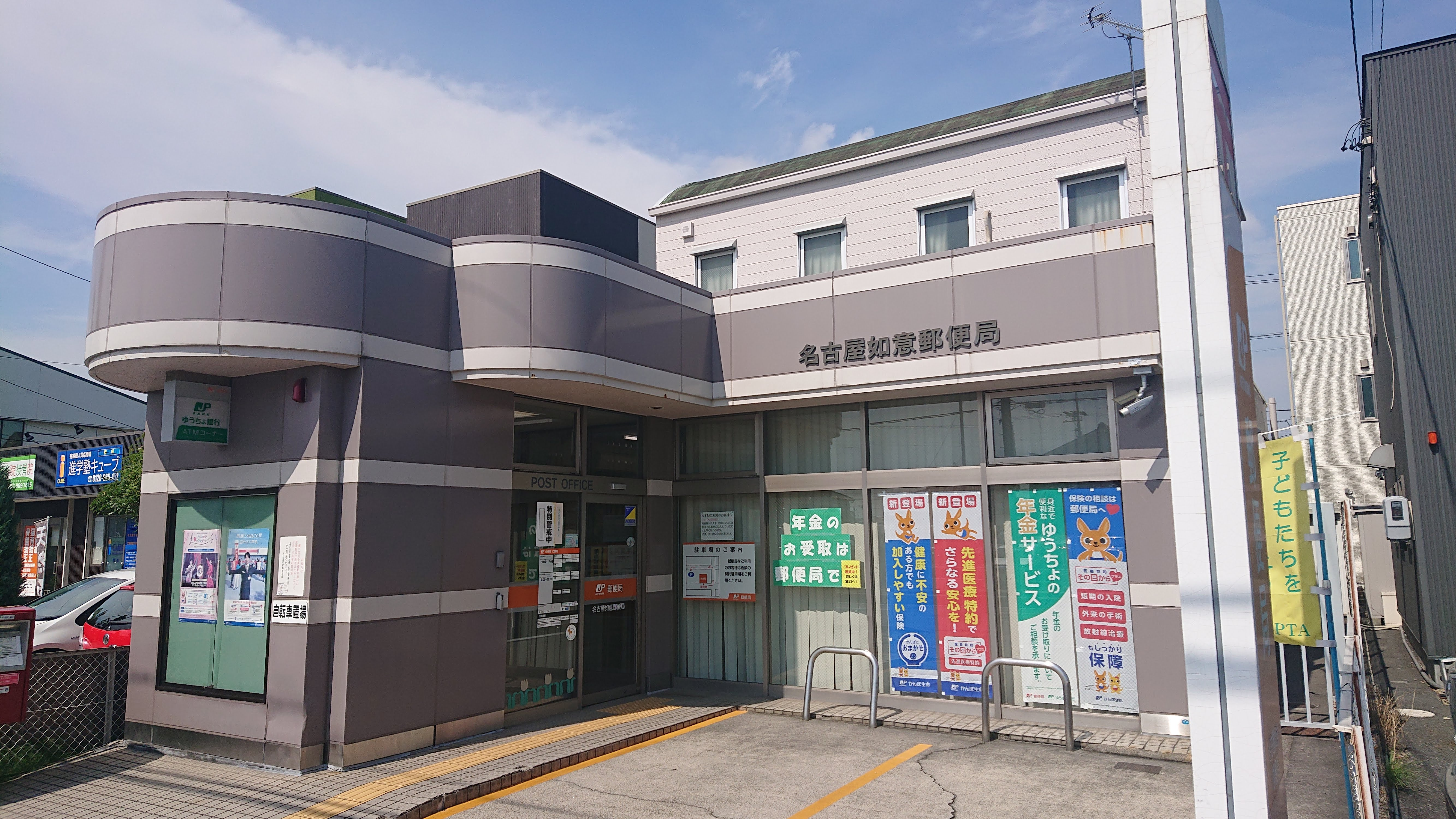
名古屋如意郵便局（2019年6月）
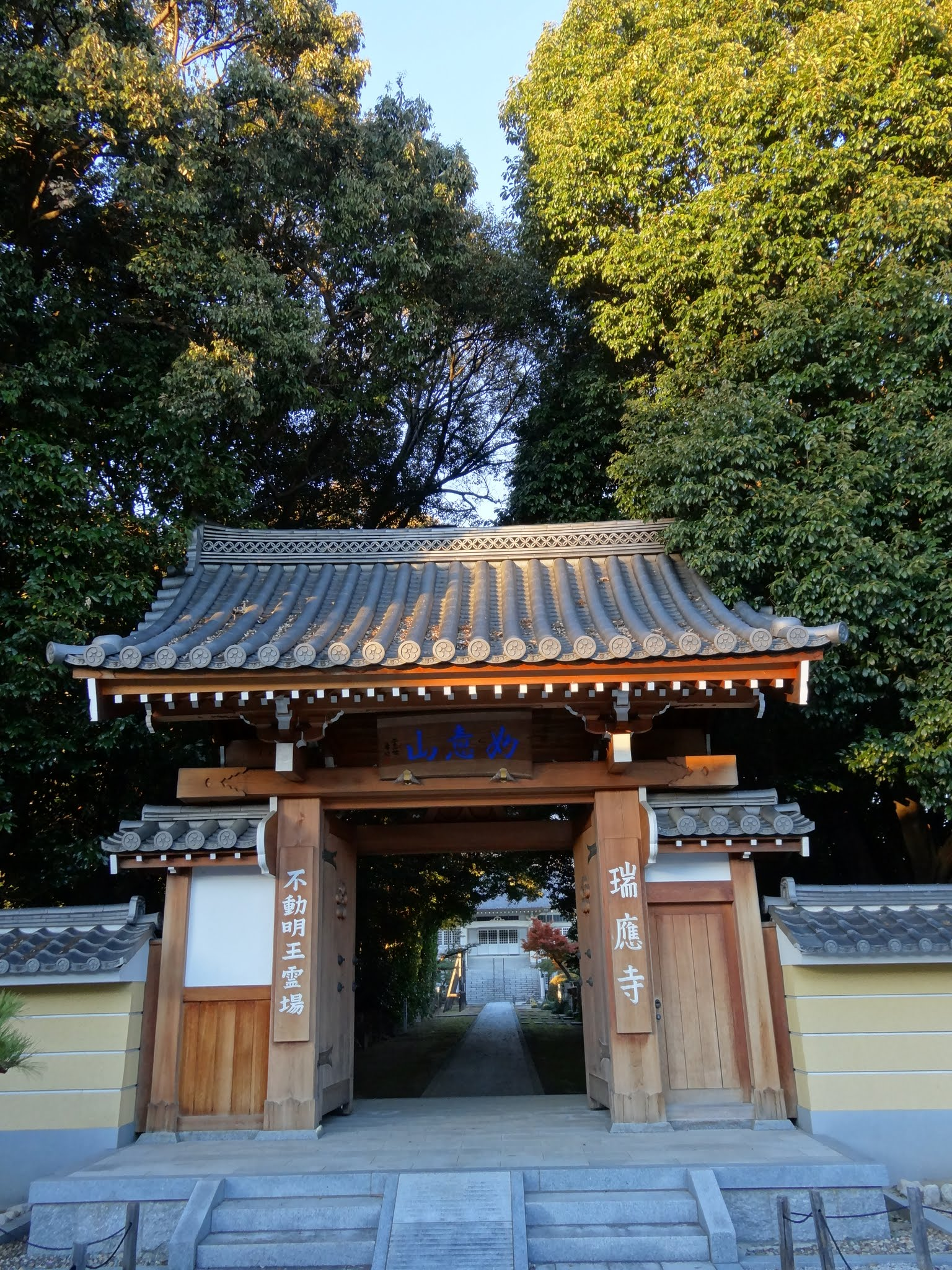
瑞応寺(2012年12月)

### 楠町如意
- 洗堰緑地

楠町大字如意字新堀に所在。また、大字味鋺・大字喜惣治新田・福徳町・西区山田町大字大野木・大字比良・大字上小田井にまで及ぶ。1971年（昭和46年）8月1日供用開始。